# 鄭遇春 (嘉靖進士)
鄭遇春（1528年—？），字子復，號少芹，湖廣荊州府夷陵州宜都縣人，民籍，明朝政治人物。

## 生平
嘉靖二十八年（1549年）己酉科湖廣鄉試第十六名舉人。嘉靖四十四年（1565年）中式乙丑科會試第十七名，三甲第二百七十八名進士。户部观政，四十五年八月授南安府推官，卒。

## 家族
曾祖鄭瑚，壽官；祖父鄭賢，監生；父鄭鵠，教諭。母李氏。兄遇期、遇時（庠生）、弟遇舉（监生）、遇知（舉人）、遇科、遇順、遇君，俱庠生；遇霖、遇庚。